# Kill Speed

Kill Speed est un téléfilm américain réalisé par Kim Bass, diffusé en 2010.

## Synopsis
Trois amis, Strayger, Rainman et Forman, vivent la grande vie à Hollywood, mais se retrouvent rapidement fauchés. Afin de financer leur train de vie, ils décident de convoyer de la drogue pour le baron de la drogue Escondido avec des jets faits maison. Il se font prendre par la DEA, qui leur propose un accord: leur liberté en échange de leur aide pour exfiltrer un agent infiltré dans le cartel.

## Fiche technique
- Titre original : Kill Speed
- Réalisation : Kim Bass
- Scénario : Kim Bass
- Photographie : Mark Eberle et Daniel Bramm
- Musique : Sean Murray
- Montage : Michael Purl
- Décors : Jamey DiDomenico
- Costumes : Conan Castro Jr.
- Pays : États-Unis
- Genre : Action
- Durée : 113 min
- Date de diffusion : 12 juin 2012 aux USA

## Distribution
- Andrew Keegan : Strayger
- Brandon Quinn : Rainman
- Natalia Cigliuti : Rosanna
- Nick Carter : Forman
- Reno Wilson : Kyle Jackson
- Greg Grunberg : Jonas Moore
- Christian Monzon : Escondido
- Graham Norris : Einstein
- Tom Arnold : Rhaynes
- Bill Goldberg : Big Bad John
- Robert Patrick : Président
- Joshua Alba : Vasquez
- Shawnee Smith : Honey

## Version française
- Société de doublage : NDE Production
- Direction artistique : Antony Delclève
- Adaptation des dialogues : Frédéric Alameunière
- Enregistrement et mixage :